# Ácido fosfatídico
El ácido fosfatídico es un lípido compuesto por un glicerol con sus tres grupos hidroxilo esterificados, dos de ellos por ácidos grasos (uno saturado y otro insaturado) y el tercero por un grupo fosfato. El grupo fosfato se esterifica a su vez con un alcohol o un aminoalcohol (X en la figura).
El ácido fosfatídico es la molécula a partir de la cual se forman los fosfoglicéridos, un tipo de fosfolípidos que forman la arquitectura básica de las bicapas lipídicas de las membranas celulares. Según el alcohol unido al grupo fosfato se obtienen diferentes fosfoglicéridos: fosfatidilcolina (ácido fosfatídico + colina), fosfatidilinositol (ácido fosfatídico + inositol), fosfatidiletanolamina (ácido fosfatídico + etanolamina), fosfatidilserina (ácido fosfatídico + serina), etc.
El ácido fosfatídico es también el punto de partida para la síntesis de triacilgliceroles (triglicéridos).

## Biosíntesis
El punto de partida de la ruta principal de síntesis del ácido fosfatídico es el α-glicerol 3-fosfato, el cual proviene de la dihidroxiacetona fosfato, un intermediario de la glucólisis, reacción catalizada por la enzima glicerol-3-fosfato deshidrogenasa:
Otra vía más minoritaria de obtención de glicerol 3-fosfato es por fosforilación de glicerol libre, gracias a la acción de la glicerol quinasa y el consumo de un ATP.
La síntesis de ácido fosfatídico implica dos pasos con adición secuencial de dos ácidos grasos en los hidroxilos 1 y 2 del glierol 3-fosfato, reacciones catalizadas por las aciltransferasas I y II; los ácidos grasos son aportados por acil CoA grasos: